# Monster (film 2018)
Monster è un film del 2018 diretto da Anthony Mandler.
Pellicola drammatica tratta dall'omonimo romanzo di Walter Dean Myers con Kevin Harrison Jr. nel ruolo del protagonista e altri volti noti tra cui quelli dei musicisti Jennifer Hudson, Nas e ASAP Rocky.

## Trama
Steve è un ragazzo afroamericano di 17 anni che rischia di dover trascorrere la sua intera gioventù in carcere per un reato che afferma di non aver commesso. Steve è infatti accusato di aver fatto da palo durante una rapina per conto di un suo conoscente e di un terzo uomo, tuttavia lui afferma di essere stato soltanto nel posto sbagliato al momento sbagliato. Nessuno sembra credergli tranne la sua famiglia e la sua avvocata: quest'ultima rifiuta un'offerta dell'accusa e porta dunque avanti il processo senza patteggiare. Fra udienze, ricordi e momenti trascorsi in carcere, la vita e la personalità di Steve vengono gradualmente sviscerate. Ragazzo appassionato di cinema e intenzionato a studiare per diventare un regista, Steve ha sempre dimostrato creatività e talento ed ha ricevuto supporto da famiglia, amici e soprattutto dal suo insegnante di cinema. Di contro il ragazzo ha dovuto fare i conti con la realtà difficile del suo quartiere, avvicinandosi al carismatico James King nella speranza di ottenere un ruolo di maggior prestigio nel quartiere.
Pressato dalla vita in carcere, in cui soltanto un altro detenuto gli sta vicino, e da un'accusa agguerrita che lo ha definito un "mostro" e ha coinvolto vari criminali per testimoniare contro di lui, James finisce per testimoniare in prima persona su suggerimento della sua avvocata. Il ragazzo ripete la sua versione dei fatti e riesce a convincere la giuria: alla fine King viene condannato per il reato commesso, tuttavia il ragazzo è nel contempo assolto e può tornare alla sua vita e ai suoi sogni. La realtà è tuttavia solo in parte quella raccontata: seppur non essendosi reso pienamente conto di cosa stava facendo, Steve ha effettivamente aiutato i rapinatori facendo da palo. Ora il ragazzo può tornare alla sua vita e ai suoi sogni, tuttavia lo fa serbando un certo rimorso e continuando a chiedersi se il procuratore avesse effettivamente ragione nel definirlo un mostro.

## Distribuzione
Presentato al Sundance Film Festival 2018, il film è stato distribuito in esclusiva da Netflix a partire dal 7 maggio 2021.

## Accoglienza
Sull'aggregatore Rotten Tomatoes il film riceve il 67% delle recensioni professionali positive con un voto medio di 6,1 su 10 basato su 55 critiche, mentre su Metacritic ottiene un punteggio di 57 su 100 basato su 17 critiche.